# Syair Bidasari
Il Syair Bidasari (o semplicemente Bidasari) è un poema malese, di autore anonimo, popolare in tutto il sud-est asiatico. I manoscritti sopravvissuti risalgono all'inizio del XIX secolo, ma la storia potrebbe essere molto più antica. Narra la storia di una bellissima fanciulla che cade in un sonno mortale durante il giorno, ed è stata paragonata alle fiabe europee di Biancaneve e della Bella Addormentata.

## Trama
Un re e sua moglie incinta fuggono dall'attacco di un Garuda. La regina partorisce lungo la strada. A causa del pericolo, mettono la figlia, appena nata, su una barca in riva ad un fiume e la lasciano lì. Un mercante trova la bambina e la alleva come se fosse sua, chiamandola Bidasari. Lui e sua moglie mettono la sua anima in un piccolo pesce, che nascondono in una bara in uno stagno nel loro giardino. Bidasari diventa una bellissima ragazza.
Djouhan Mengindra, sultano d'Indrapura, è sposato con la bella ma vanitosa Lila Sari. Lila Sari è consumata dalla preoccupazione di essere sostituita come sua moglie preferita. Manda quattro servi a cercare qualsiasi ragazza più bella di lei, portando alla scoperta di Bidasari. Comanda che le venga portata Bidasari, sostenendo che la tratterà come una figlia adottiva. I suoi genitori le permettono con riluttanza di andare. Quando Bidasari arriva a palazzo, e conosce la regina, essa la maltratta fin da subito, e la trattiene come prigioniera. La regina vorrebbe ucciderla, ma viene contrastata, finché la scoraggiata Bidasari - che crede che i suoi genitori l'abbiano abbandonata - le racconta del pesce che contiene la sua anima. Se rimuove il pesce dall'acqua durante il giorno, Bidasari morirà. La regina ottiene il pesce e lo indossa su un nastro intorno al collo, e Bidasari sviene. Trionfante, la regina fa rimandare a casa il suo corpo. Suo padre spera di rianimarla usando il pesce, solo per scoprire che è stato rubato. A mezzanotte Bidasari si sveglia e torna in vita, raccontando a loro i tragici eventi accaduti e cosa ha subito, ma all'alba si addrmenta di nuovo, sembrando morta all'apparenza. I suoi genitori, terrorizzati dalla regina, costruiscono un rifugio nel deserto che chiamano Pengtipourlara. Lì lasciano Bidasari da sola per la sua sicurezza, visitandola regolarmente con le provviste.
Nel frattempe del re Djouhan sogna la Luna che cade sulla Terra. Quando gli viene comunicato il significato del simbolismo onirico, spiegandogli che presto potrebbe trovare una moglie molto bella e meritevole di esser regina, nega che qualcuno possa mai eguagliare Lila Sari. In seguito si avvià per una battuta di caccia, consigliato dai suoi servi, che hanno scoperto il portale del rifugio di Bidasari. Una volta lì, il re ordina loro di sfondare i cancelli, riescono ad aprirli, così il re decide di entrare da solo e trova il corpo di Bidasari, disteso. Colpito dalla sua bellezza, cerca invano di svegliarla. Il giorno successivo fece ritorno presso il luogo dove riposano le spoglie della principessa addormantata, rimandole accanto fino all'ingresso della notte, constatando con sorpresa il risveglio di Bidasari.
Bidasari si sveglia preoccupata, ma il Re la rassicura spiegandole la sua identità e la consola anche dichiarandole il suo amore e chiedendole la mano. Bidasari in seguito racconta a lui tutte le cose accadutele con la Regina, prima di svenire di nuovo al sovraggiungere dell'alba. Rientrato a palazzo, nota il pesce sulla collana della regina e rendendosi conto delle verità di Bidasari lo recupera (il pesce), e in quel momento Bidasari si rianima completamente. Il Re torna da lei per sposarla organizzando delle magnifiche nozze, costruendole anche un nuovo palazzo. Invita Lila Sari al matrimonio a fare ammenda con Bidasari, ma quest'ultima li insulta entrambi finché non se ne va arrabbiata.
Nel frattempo, i genitori biologici di Bidasari regnano ancora nel loro regno. Suo fratello viene a sapere della sua storia e decide di cercarla. La rintraccia con successo e incontra la sua famiglia adottiva e il marito regnante. Bidasari inizialmente è combattuta, chiedendosi perché i suoi genitori l'hanno abbandonata, ma il principe le spiega la loro storia durante una riunione di famiglia predisposta sull'isola di Nousa Antara. Dopodiché il principe, fratello di Bidasari, intraprende una battuta di caccia, sempre nell'isola, che lo conduce a un palazzo. Combatte un Ifrit e salva una fanciulla di nome Mendoudari, una Principessa, che riporta indietro come sua sposa. Le famiglie reali sono felicissime al suo ritorno, pensando che fosse perduta. Con la fine delle celebrazioni, tornano nei loro regni per vivere in pace e prosperità, con la storia di Bidasari, che si diffonde in lungo e in largo. Lila Sari viene lasciata da sola, a pentirsi delle azioni commesse.

## Storia
Syair Bidasari è un syair romantico, parte di un genere popolare molto presente tra il XVIII e il XIX secolo. È stato tradotto in diverse lingue come l'inglese, il francese, il tedesco e il russo. Julian Millie, attraverso la sua ricerca, comprese che la storia era nota in tutto il sud-est asiatico: dalla regione di Minangkabau, nell'Indonesia, all'isola di Mindanao.
L'esatta ubicazione di origine della storia è sconosciuta, e la datazione incerta, tranne che fosse in circolazione già da prima dell'inizio del 1800, con la prima menzione del titolo dal 1807, e il primo manoscritto esistente datato 1814. Un'opera simile, il Syair Ken Tambuhan, è datata 1791, e si pensa che sia stata composta non prima del 1650. La storia potrebbe essere esistita anche in una forma in prosa conosciuta come hikayat, con il Dr. J. Leyden, menzionato come autore del Hikaiat Bida Sari nel 1807.

## Analisi
La studiosa di letteratura malese, Siti Hawa Salleh, ha identificato questo come uno degli "hikayat", in forma di "syair". con elementi sia indiani che mediorientali, insieme a Syair Siti Zubaidah Perang Cina e Syair Dandan Setia. Il linguaggio intricato del poema ha reso difficile la traduzione in inglese con la massima precisione.